# Maryborough

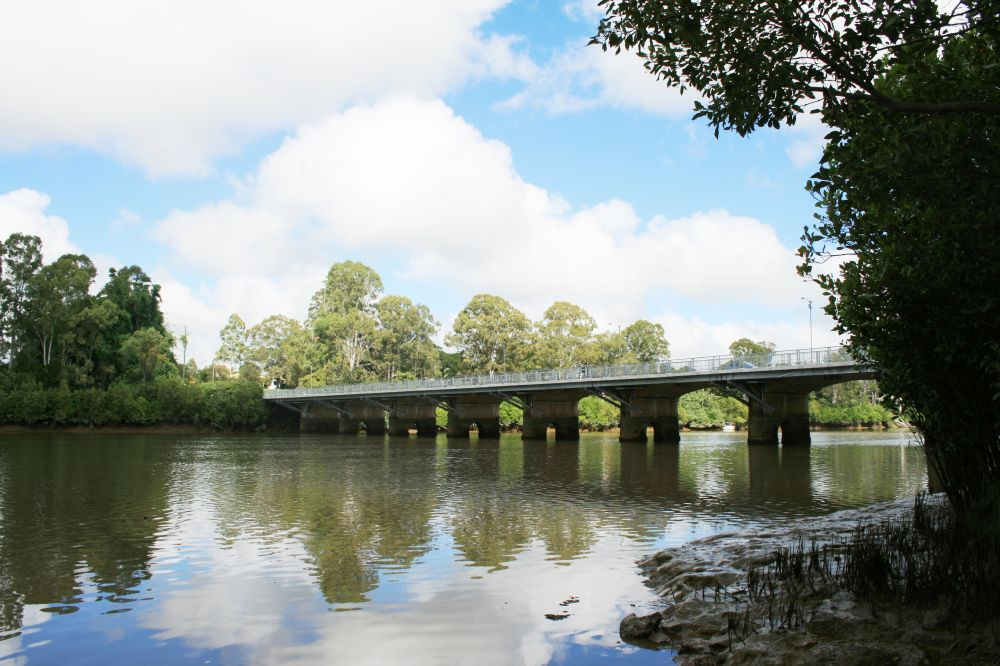
Most Lamington Bridge w Maryborough

Maryborough – miasto w Australii, w stanie Queensland, nad rzeką Mary uchodzącą do Morza Koralowego. Około 26 tys. mieszkańców.
Ośrodek wydobycia węgla kamiennego, złota, hutnictwo żelaza